# Michael Cassidy
Michael Cassidy (* 20. März 1983 in Portland, Oregon) ist ein US-amerikanischer Schauspieler.

## Leben
Cassidy besuchte die LaSalle High School in Milwaukie, Oregon. Er studierte zwei Jahre in New York City.
Cassidy spielte die Rolle des Zach Stevens in der Fernsehserie O.C., California und stellte 2007 die Figur Cliff Wiatt in der Fernsehserie Hidden Palms dar. In sieben Episoden der siebten Staffel der Fernsehserie Smallville war er als Grant Gabriel, der neue Herausgeber der Tageszeitung Daily Planet, zu sehen. Des Weiteren spielte er 15 Episoden lang den Charlie Hogan in Privileged an der Seite von Joanna García. In  der Comedyserie Men at Work verkörperte er von 2012 bis 2014 die Figur des Tyler. Sein schauspielerisches Schaffen umfasst mehr als 40 Produktionen.
Im August 2006 heiratete er seine High-School-Freundin Laura Eichhorn. Neben der Schauspielerei spielt er gern Golf. Derzeit lebt er in Los Angeles.

## Filmografie (Auswahl)
- 2004–2005: O.C., California (The O.C., Fernsehserie, 19 Folgen)
- 2005: The Girl from Monday
- 2005: Dare (Kurzfilm)
- 2006: Boys Life 5
- 2006: The Break (Kurzfilm)
- 2006: Zoom – Akademie für Superhelden (Zoom)
- 2007: Hidden Palms (Fernsehserie, 8 Folgen)
- 2007: Mein bester Freund
- 2007–2008: Smallville (Fernsehserie, 7 Folgen)
- 2007: San Gabriel (Kurzfilm)
- 2008–2009: Privileged (Fernsehserie, 15 Folgen)
- 2009: Rockville CA (Fernsehserie, 2 Folgen)
- 2009: Boys on Film 3: American Boy
- 2010: Blue Belle (Fernsehserie)
- 2010: Castle (Fernsehserie, Folge 3x05 Anatomie eines Mordes)
- 2010: The Pink House (Fernsehfilm)
- 2012: Happy Endings (Fernsehserie, Folge 2x10)
- 2012: Are You There, Chelsea? (Fernsehserie, Folge 1x01)
- 2012: Scandal (Fernsehserie, Folge 1x03)
- 2012: Argo
- 2012: CollegeHumor Originals (Fernsehserie, 1 Folge)
- 2012: Unterwegs mit Mum (The Guilt Trip)
- 2012–2014: Men at Work (Fernsehserie, 31 Folgen)
- 2013: Masters of Sex (Fernsehserie, 1 Folge)
- 2014: Millennial Parents (Fernsehserie, 1 Folge)
- 2015: Stalker (Fernsehserie, 1 Folge)
- 2015: Night of the Living Deb
- 2015: Not Safe for Work (Kurzfilm)
- 2015–2016: The Magicians (Fernsehserie, 4 Folgen)
- 2016: Batman v Superman: Dawn of Justice
- 2016: The Night Shift (Fernsehserie, 4 Folgen)
- 2016–2017: People of Earth (Fernsehserie, 20 Folgen)
- 2017: Pluto – Ein Schutzengel auf vier Pfoten (The Stray)
- 2017: The Angry River (Kurzfilm)
- 2018: Seattle Firefighters – Die jungen Helden (Station 19, Fernsehserie, 1 Folge)
- 2018: The Dare Project (Kurzfilm)
- 2018: Dog Days
- 2018: The Guest Book (Fernsehserie, 1 Folge)
- 2018: Jingle Around the Clock (Fernsehfilm)
- 2019–2020: The Rookie (Fernsehserie, Folgen 2x10 Lebenslänglich, 2x11 Tag des Todes)
- 2020: Breaking Fast
- 2020: Into the Dark (Fernsehserie, 1 Folge)
- 2021–2022: Resident Alien (Fernsehserie, 5 Folgen)
- 2021: Army of the Dead
- 2021: Mythic Quest: Raven’s Banquet (Fernsehserie, 1 Folge)
- 2022: Good Trouble (Fernsehserie)
- 2024: Found (Fernsehserie)